# Szigma Orionis
A Szigma Orionis egy ötös csillagrendszer az Orion csillagképben, közel az Orion öv közepéhez. A csillagokat az Orion függőleges karjának egyik végén találjuk, és a téli égbolt egyik legjellegzetesebb látványát nyújtják. A Szigma Orionis négy csillaga különböző színű és fényességű, ami nagyon látványos jelenség az éjszakai égbolton. A csillagrendszer nem csak a látvány miatt érdekes, hanem azért is, mert azon kevés csillagok egyike, amelyeknek sikerült közvetlenül megfigyelni a porlemezeket, amelyekből új csillagok képződhetnek a jövőben.

σ Orionis (jobbra lent) és a Lófej-köd. A fényesebb csillagok az Alnitak és az Alnilam.

## Felfedezése
A Szigma Orionis már régóta ismert az emberek számára, hiszen a csillagképek megfigyelése az ősidők óta az emberek tevékenységi köreibe tartozott. Azonban az égbolt átfogó vizsgálata és a csillagok tulajdonságainak részletes megértése csak a modern csillagászat kialakulásával kezdődött a 19. században. Az első részletes tanulmány a csillagrendszerről William Herschel brit csillagász munkája volt az 1780-as években. Azóta a Szigma Orionis részletes vizsgálata folytatódott, és ma már részletes ismereteink vannak a csillagrendszer fizikai tulajdonságairól és azon belül az egyes csillagok koráról, tömegéről, fényességéről és más fontos jellemzőiről. A porlemez felfedezése is viszonylag új felfedezés, amelyet az elmúlt évtizedekben sikerült megvalósítani a modern csillagászati technológiák fejlődésével. A porlemez pontosabb tanulmányozása lehetővé teszi számunkra, hogy mélyebb betekintést nyerjünk a csillagok keletkezésének folyamatába és azon folyamatokba, amelyek lehetővé teszik az új csillagok kialakulását a galaxisunkban.

## Érdekességei

### Kora
A Szigma Orionis egy fiatal csillagrendszer, amelyet 5-10 millió éves korra becsülnek. Ennek köszönhetően a csillagok még mindig aktívan fejlődnek, ami fontos lehet a csillagkeletkezés folyamatának tanulmányozásában.

### Forgási sebesség
Az egyik csillag a rendszerben, a Sigma Orionis Aa rendkívül magas forgási sebességgel rendelkezik, ami azt jelenti, hogy a csillag egyetlen nap alatt akár 400 km/h sebességgel is foroghat. Ez az egyik leggyorsabb csillagok közé tartozik.

### Protobolygója
A rendszerben található egy fiatal, hatalmas protobolygó, amely az első bolygók képződésének fontos fázisát jelenti. Ez a protobolygó egy nagyobb tömegű csillag körül kering, és a csillaghoz viszonyítva hatalmas távolságra van tőle.

### Egész fiatal
A Szigma Orionis a galaxisunkban található számos fiatal csillagrendszer egyike, amelyek kulcsfontosságúak lehetnek a galaxisunk fejlődésének megértésében és az űrkutatásban való felhasználásban.

## Haszna
A csillagrendszer fontos tanulmányozási terület a csillagászat számára, amely lehetővé teszi a csillagok és bolygók keletkezésének folyamatának jobb megértését, ami számos szempontból segítheti az űrkutatást és a csillagászatot. A csillagászok számos módon hasznosítják a Szigma Orionis rendszert, például:
- Fiatalkora lehetővé teszi a csillagkeletkezés folyamatának tanulmányozását. Az ilyen rendszerek megfigyelése segíthet a csillagászoknak abban, hogy megértsék a galaxisunkban zajló csillagkeletkezés folyamatát és feltárják az ezzel kapcsolatos rejtett folyamatokat.
- A rendszer részletes vizsgálata lehetővé teszi az egyes csillagok tulajdonságainak pontosabb meghatározását. Ez segíthet a csillagok életciklusának és viselkedésének jobb megértésében.
- Az ilyen rendszerekben található protobolygók és gázos korongok az exobolygók kutatásának fontos forrásai lehetnek. A csillagászok az ilyen korongokat vizsgálják, hogy megértsék a bolygók kialakulásának folyamatát, és hogy megtalálják azokat az exobolygókat, amelyek lakhatók lehetnek.

1. ↑  Nuria Calvet – Catherine Espaillat – Lori Allen (2014. szeptember 22.). „A spectroscopic census in young stellar regions: the {sigma} Orionis cluster” (angol nyelven). The Astrophysical Journal 794 (1), 36. o. DOI:10.1088/0004-637X/794/1/36.